# سنگال
سنگال (به انگلیسی: Senegal) با نام رسمی جمهوری سنگال (به انگلیسی: Republic of Senegal) کشوری در غرب آفریقا است. پایتخت آن داکار است. سنگال از شمال با موریتانی از شرق با مالی از جنوب شرقی با گینه و از جنوب غربی با گینه بیسائو همسایه است.
همچنین کشور گامبیا در درون کشور سنگال جای گرفته‌است. سنگال از سوی غرب به اقیانوس اطلس پیوند می‌خورد.
اگرچه سنگال نه کشور پهناوری است و نه موقعیتی راهبردی دارد، با این حال نقش برجسته‌ای در سیاست قاره آفریقا بازی می‌کند. این کشور نزدیک ۱۶٫۷ میلیون نفر جمعیت دارد.
فرانسوی‌ها نخستین بار در سال ۱۶۵۹ در سنگال بندرگاهی ساختند و نام آن را ناحیه سن لوئی گذاشتند. این کشور در سال ۱۹۶۰ از زیر سلطه فرانسه خارج شد. سنگال به عنوان کشور ملت آفریقایی که بیش از ۹۰ درصد جمعیت آن را مسلمانان تشکیل می‌دهند به نوعی یک پل فرهنگی بین مسلمانان و دنیای سیاهان مسیحی آفریقایی به‌شمار می‌آید و شاید اهمیت سیاسی و استراتژیک خود را از این طریق به‌دست آورده‌است.

## سیاست

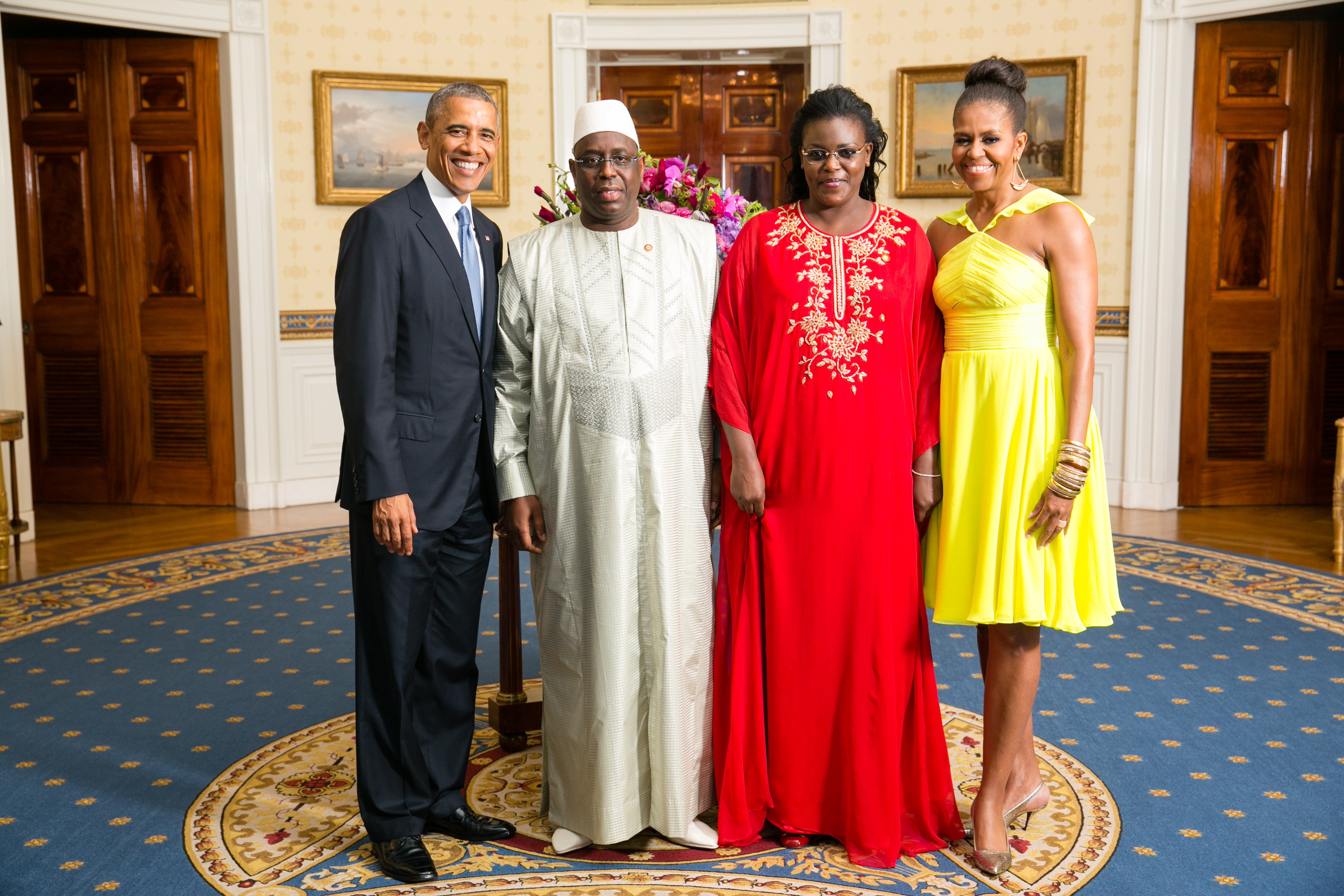
مکی سال رئیس‌جمهور سنگال و همسرش میان باراک و میشل اوباما

این کشور در سال ۱۹۶۰ از زیر سلطه فرانسه خارج شد و از آن زمان تاکنون به صورت جمهوری دمکراتیک اداره می‌شود. با این حال اغلب سیستم‌های اداری این کشور هنوز هم به شیوه فرانسوی اداره می‌شوند.
در سنگال رئیس‌جمهور قدرت زیادی دارد. رئیس‌جمهور بر اساس تغییری که در قانون اساسی سنگال در سال ۲۰۰۱ ایجاد شد، هر شش سال یک بار انتخاب می‌شود. پیش از آن دوره ریاست جمهوری نامحدود بود. برای انتخاب رئیس‌جمهور انتخابات عمومی برگزار می‌شود و رای مردم رئیس‌جمهور را تعیین می‌کند. نخست‌وزیر در سنگال رئیس کابینه است و وزیران را تعیین می‌کند. خود نخست‌وزیر را رئیس‌جمهور تعیین می‌کند.
سنگال بیش از ۸۰ حزب دارد. مجلس این کشور ۱۵۰ کرسی دارد که نمایندگان ۹۰ کرسی آن با رای مستقیم مردم تعیین می‌شوند.
سنگال علاوه بر سازمان ملل متحد (UN)، در سازمان خواربار و کشاورزی ملل متحد (FAO)، گروه ۷۷ (G-۷۷)، سازمان بین‌المللی کار (ILO)، صندوق بین‌المللی پول (IMF)، سازمان بین‌المللی دریانوردی (IMO)، سازمان بین‌المللی پلیس جنایی (INTERPOL)، کمیسیون بین دولتی اقیانوس‌شناسی (IOC)، سازمان بین‌المللی مهاجرت (IOM)، جنبش عدم تعهد (NAM)، سازمان وحدت آفریقا (OAU)، سازمان کنفرانس اسلامی (OIC)، سازمان منع سلاحهای شیمیایی (OPCW)، کمیسیون سازمان ملل برای تجارت و توسعه (UNCTAD)، سازمان اقتصادی، اجتماعی و فرهنگی ملل متحد (UNESCO)، سازمان توسعه صنعتی ملل متحد (UNIDO)، کنفدراسیون جهانی کارگران (WCL)، فدراسیون جهانی اتحادیه کارگری (WFTU)، سازمان بهداشت جهانی (WHO)، سازمان جهانی مالکیت معنوی (WIPO)، سازمان تجارت جهانی (WTO) و بانک جهانی (WB) عضویت دارد.

## جغرافیا

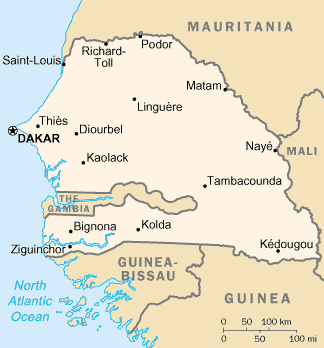

جمهوری سنگال با ۱۹۶٬۷۱۲کیلومتر مربع مساحت در آفریقای غربی و در حاشیه اقیانوس اطلس، میان گینه بیسائو و موریتانی واقع شده‌است.
۱۹۲ هزار کیلومتر مربع از این سرزمین را خشکی و ۴ هزار و ۷۱۲ کیلومتر مربع از آن را آب فراگرفته‌است.
این کشور از سمت شمال ۸۱۳ کیلومتر با موریتانی، از سمت شرق ۴۱۹ کیلومتر بامالی و از سمت جنوب ۳۳۰ کیلومتر با گینه و ۳۳۸ کیلومتر با گینه بیسائو مرز مشترک دارد. از سوی دیگر کشور گامبیا با محیط ۷۴۰ کیلومتر چون زبانه‌ای در داخل سنگال قرار دارد.
سنگال سرزمین کم ارتفاعی است که بخش اعظم آن را علفزارهای ساوان و استپ می‌پوشاند. آب و هوای این سرزمین در سواحل و نواحی مرتفع معتدل ولی در استپ‌ها گرم و خشک است. بلندترین نقطه سنگال در منطقه «نپن دیاخا» حدود ۵۸۱ متر ارتفاع دارد.
شمال و شمال شرق این کشور به خاطر نزدیکی با صحرای بزرگ آفریقا نیمه بیابانی است و آب و هوایی گرم و خشک دارد. جنوب غرب سنگال نیز نواحی جنگلی دارد و آب و هوایش گرم و مرطوب است.

## تاریخ
سنگال در زمان قدیم زیستگاه قوم توکولئور بود. با نفوذ اعراب مسلمان در آفریقا، سنگالی‌ها در سده ۱۱ میلادی، به اسلام گرویدند.
فرانسوی‌ها نخستین بار در سال ۱۶۵۹ در سنگال بندرگاهی ساختند و نام آن را ناحیه سن لوئی گذاشتند.
برای مدتی بریتانیا در سنگال دخالت می‌کرد، ولی فرانسوی‌ها گوی سبقت را از بریتانیایی‌ها ربودند و توانستند در سال ۱۸۹۵ مالکیت سنگال را به عنوان یکی از مستعمرات غرب آفریقا از آن خود کنند.
سنگال در سال ۱۹۴۶ به عنوان یکی از مستعمرات فرانسه درآمد. در ۴ آوریل ۱۹۶۰ از فرانسه اعلام استقلال کرد و در ۲۰ ژوئن ۱۹۶۰ به عنوان یک جمهوری مستقل با مالی فدراسیونی تشکیل داد که به عنوان «فدراسیون سنگال و مالی» شناخته شد.
این فدراسیون چندان دوام نیاورد و چند ماه بعد در ۲۰ اوت ۱۹۶۰ منحل شد. سنگال در سال ۱۹۸۲ با پیوستن به گامبیا، «کنفدراسیون سنگامبیا» را تشکیل داد. این اتحادیه نیز هفت سال بعد در سال ۱۹۸۹ منحل شد.
در مارس ۲۰۲۴ بسیرو دیومای فای با کسب اکثریت آرای پنجمین رئیس جمهور سنگال شد. در نوامبر ۲۰۲۴ اعلام کرد که فرانسه نیروهایش را از سنگال خارج خواهد کرد و تمامی پایگاه‌هایش تا آخر سال ۲۰۲۵ بسته خواهند شد.

## تقسیمات کشوری
پایتخت سنگال شهر داکار نام دارد و از شهرهای مهم آن می‌توان به توبا، تیئس، امبور، دیوربل، فاتیک و کائولاک اشاره کرد.
شهر داکار با حومه دارای جمعیت بیش از سه میلیون نفر است و طی سالهای اخیر به منطقه آزاد تجاری و صنعتی تبدیل شده‌است.

### استان ها
- داکار
- دیوربل
- فاتیک
- کافرین
- کاولاک
- کدوق
- کولاک
- لوگا
- ماتام
- سنت لوئی
- سدیو
- نامباکوندا
- تیس
- زیگینچور

## جمعیت
طبق تخمین سال ۲۰۲۲، سنگال حدود ۱۸٫۳ میلیون نفر جمعیت دارد که ۴۵ درصد از آن‌ها زیر ۱۴ سال و ۵۲ درصد بین ۱۵ تا ۶۵ سال سن دارند.
نرخ رشد جمعیت سنگال به ۲٫۸ درصد می‌رسد. همچنین نرخ زاد و ولد این کشور به ازای هر یک هزار نفر حدود ۳۷/۹ نفر و نرخ مرگ و میر آن ۸/۵ نفر در هزار است. تراکم نسبی جمعیت سنگال به ۸۲ نفر در هر کیلومتر مربع می‌رسد.

## مردم

ماریاما با نویسنده سنگالی در سده بیستم میلادی

اکثریت مردم سنگال از قوم «ولوف» هستند ولی گروه‌های نژادی فولانی، سرر، پولار و ماندینکا نیز در سنگال زندگی می‌کنند.
زبان رسمی این کشور فرانسه و خط آن نیز فرانسوی است اما لهجه بومی ولوف و پولار در سنگال رواج دارد.
امید به زندگی در میان مردان سنگال ۶/۶۰ سال و در میان زنان این کشور ۸۲/۶۳ سال است.
نرخ باسوادی درمیان مردان این کشور حدود ۴۳ درصد و در بین زنان ۲/۲۳ درصد است.

## مذهب
۹۲ درصد مردم سنگال مسلمان و اهل تسنن از مذهب مالکی هستند. حدود ۲ درصد از آن‌ها نیز مسیحی هستند. شیعیاندوازده امامی از جمله گروه‌های موجود در این کشورند که دارای مدارس و مساجدی از آن خود هستند و ارتباط آنان با سایر مسلمانان و فرق اسلامی بسیار خوب است. آمار شیعیان سنگال بیش از دویست هزار نفر است که بیشتر آنان را شیعیان بومی تشکیل می‌دهند، تعداد شیعیان مهاجر لبنانی نیز بیش از چهل هزار نفر است.
سنگال به محل تازه‌ای برای منازعات مذهبی و تقابل میان ایران و عربستان سعودی که به عنوان دو رقیب عمده در منطقه شناخته می‌شوند، تبدیل شده‌است. در این کشور مؤسسه‌های ایرانی به منظور ارائه آموزش‌های شیعی و مدرسه‌های دینی زیر نظر عربستان سعودی برای تبلیغ سنی در سنگال فعال شده‌اند. در یک منطقه مرفه در حومه داکار، پایتخت سنگال در کنار دریا، دانشگاه ایرانی المصطفی علاوه بر درس‌هایی که برای دانشجویان سنگالی در نظر گرفته‌است، آموزه‌های شیعی را به عنوان مذهب رسمی در ایران آموزش می‌دهد. در فاصله‌ای نه جندان دور مؤسسه‌ای به نام «انجمن موعظه اسلامی برای جوانان» (APIJ) به فعالیت مشغول است که از سوی عربستان سعودی در سنگال راه‌اندازی شده‌است. این مؤسسه را با بودجه‌ای که از کشورهای عربستان، قطر، امارات متحده عربی و کویت در اختیار مساجد سنی گذاشته می‌شود، اداره می‌کنند.

## ویژگی‌های جمعیتی

رهایی سنگال.

ویژگی‌های جمعیتی سنگال در سال ۲۰۲۲ میلادی
- مساحت: ۱۹۶٬۷۱۲ کیلومتر مربع
- جمعیت: ۱۸٬۳۷۵٬۰۲۶ نفر
- نسبت جمعیت زیر ۱۴ سال: ۴۵ درصد
- نسبت جمعیت ۱۵ تا۶۴ سال: ۵۲ درصد
- نسبت جمعیت بالای ۶۵ سال: ۳ درصد
- نرخ رشد سالانه جمعیت: ۲٫۸ درصد
- نرخ زاد و ولد در هر هزار نفر: ۳۷/۹ نفر
- نرخ مرگ و میر در هر هزار نفر: ۸/۵ نفر
- نرخ مرگ و میر کودکان در هر هزار نفر: ۰۸/۵۸ درصد
- نرخ باروری زنان: ۲۱/۵ درصد
- امید به زندگی در بین مردان: ۶۰/۶ سال
- امید به زندگی در بین زنان: ۶۳/۸ سال
- نسبت جنسی مردان در کل جمعیت: ۹۶/۰
- نسبت با سوادی مردان بالای ۱۵ سال: ۴۳ درصد
- نسبت با سوادی زنان بالای ۱۵ سال: ۲۳/۲ درصد
- تیره‌های جمعیتی: سیاهان ولوف، فولانی، سرر، پولار
- مذهب اکثریت جمعیت: اسلام سنی مذهب مالکی ۹۲
- مذهب اقلیت جمعیت: مسیحیت،اسلام شیعه دوازده امامی
- زبان رسمی: فرانسوی

## وضعیت اقتصادی
برنامه اصلاحات اقتصادی سنگال منجر به آن شده که تولید ناخالص داخلی این کشور با رشدی معادل ۵ درصد در سال ۲۰۱۸ به ۲۴ میلیارد دلار برسد.
۱۷٫۹٪ از تولید ناخالص داخلی سنگال مربوط به بخش کشاورزی، ۲۵٫۳٪ مربوط به بخش صنعت و ۵۶٫۸٪ درصد مربوط به بخش خدمات است. درآمد سرانه ملی آن در سال ۲۰۱۸ به ۱۴۸۵ دلار رسید. بانک جهانی و صندوق بین‌المللی پول در انتهای سال ۲۰۰۰ میلادی با پرداخت بخشی از یک کمک ۳۴ میلیارد دلاری به سنگال برای کاهش بدهیهای خارجی این کشور موافقت کردند. با این حال سنگال بیش از ۳ میلیارد دلار بدهی خارجی دارد.
سنگال سالانه نزدیک به ۲/۱ میلیارد کیلووات ساعت توان تولید انرژی الکتریکی دارد که تماماً توسط نیروگاه‌های حرارتی تأمین می‌شود.
تولید فراورده‌های غذایی، محصولات نفتی، مصالح ساختمانی و منسوجات جزو مهم‌ترین فعالیت‌های صنعتی سنگال است. همچنین از بین محصولات کشاورزی این سرزمین می‌توان به بادام زمینی، ارزن، ذرت، برنج، پنبه، گوجه فرنگی و سبزیجات اشاره کرد.
سنگال ۴ میلیون نفر نیروی کار دارد و نرخ بیکاری در این کشور به ۴۰ درصد می‌رسد.
فسفات و سنگ آهن حجم زیادی از ذخایر معدنی سنگال را تشکیل می‌دهد و بخش قابل توجهی از صادرات سنگال به این کالاها اختصاص دارد.
ارزش صادرات سنگال در سال ۱۹۹۸ به ۹۲۵ میلیون دلار رسید که عمدتاً شامل ماهی، فراورده‌های نفتی، پنبه و فسفات بود. در این سال فرانسه، ایتالیا، هند، ساحل عاج و مالی خریداران عمده کالاهای سنگال بودند.
این کشور همچنین در سال ۱۹۹۸ بالغ بر ۲/۱ میلیارد دلار کالا خرید که عمدتاً شامل مواد غذایی، کالاهای مصرفی، کالاهای سرمایه‌ای و فراورده‌های نفتی بود.
فرانسه و دیگر کشورهای عضو اتحادیه اروپایی، نیجریه، کامرون، ساحل عاج، الجزایر، آمریکا، چین و ژاپن عمده شرکای وارداتی سنگال هستند.
سنگال هم مثل بسیاری از کشورهای غرب آفریقا از فرانک آفریقایی به عنوان واحد رسمی پول استفاده می‌کند. هر دلار آمریکا با ۲۵/۶۴۷ فرانک آفریقایی برابراست (نرخ برابری ژانویه ۲۰۰۰).

### ویژگی‌های اقتصادی

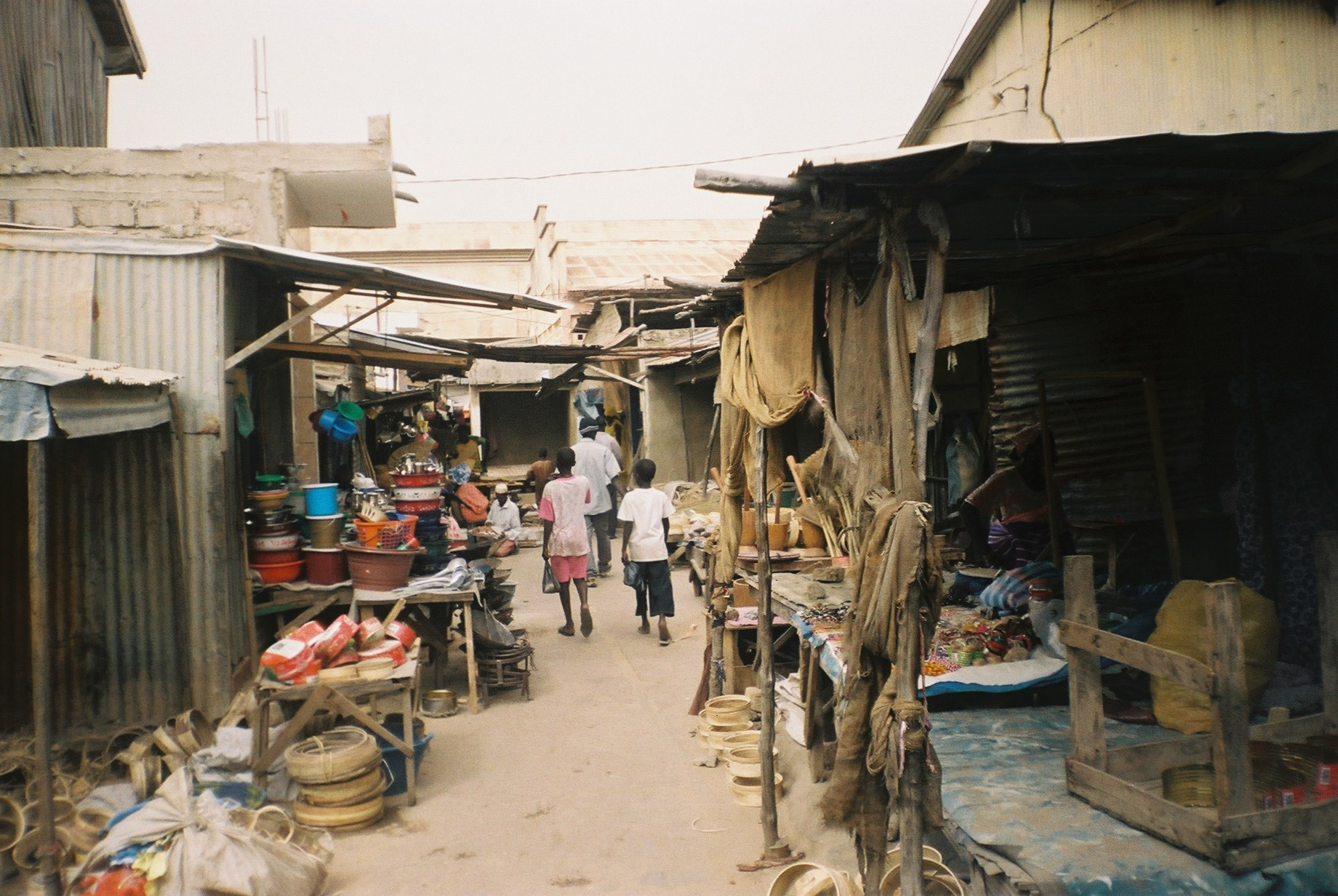

ویژگی‌های سنگال در آستانه سال ۲۰۱۸ میلادی:
- میزان تولید ناخالص داخلی: ۲۴ میلیارد دلار
- نرخ رشد تولید ناخالص داخلی: ۵ درصد
- سهم بخشهای اقتصادی در تولید ناخالص داخلی: کشاورزی ۹/۱۷ درصد، صنعت ۳/۲۵ درصد، خدمات ۸/۵۶ درصد
- نرخ تورم: ۱/۲ درصد
- درآمد سرانه ملی: ۱۴۸۵ دلار
- ظرفیت تولید انرژی الکتریکی: ۲/۱ میلیارد کیلووات ساعت
- سهم صادرات کالا و خدمات در تولید ناخالص داخلی: ۸/۳۳ درصد
- سهم واردات کالا و خدمات در تولید ناخالص داخلی: ۴۱ درصد
- نرخ سرمایه‌گذاری ناخالص داخلی در تولید ناخالص داخلی: ۳/۲۱ درصد
- نرخ رشد سالانه پول و شبه پول: ۱/۱۳ درصد
- واحد پول و ارزش برابری آن: فرانک آفریقایی (هر دلار آمریکا برابر با ۲۵/۶۴۷ فرانک)
- تعداد نیروی کار: ۴ میلیون نفر
- نرخ بیکاری: ۴۰ درصد
- ارزش صادرات(۱۹۹۸):۹۲۵ میلیون دلار
- ارزش واردات (۱۹۹۸): ۲/۱ میلیارد دلار
- شرکای عمده صادراتی: فرانسه، ایتالیا، هند، ساحل عاج، مالی
- شرکای عمده وارداتی: فرانسه، کشورهای عضو اتحادیه اروپایی، نیجریه، کامرون

ذخایر معدنی: فسفات، سنگ آهن
تولیدات صنعتی: منسوجات، فراورده‌های غذایی، مصالح ساختمانی
محصولات کشاورزی: بادام زمینی، ارزن، ذرت، برنج، پنبه
میزان بدهی خارجی: ۳ میلیارد دلار

## ویژگی‌های ارتباطی

تاکسی شهر داکار

سیستم‌ها و امکانات مخابراتی تنها در مناطق شهری سنگال وجود دارند و اغلب مناطق روستایی از این امکانات بی‌بهره‌اند. در آستانه سال ۲۰۰۰ میلادی بالغ بر یکصد هزار شماره تلفن ثابت و یک هزار شماره تلفن همراه در این جمهوری فعال بود.
مردم سنگال امواج ۱۰ ایستگاه رادیویی (AM) و ۱۴ ایستگاه (FM) را دریافت می‌کنند. ضمن آنکه برنامه‌های تلویزیونی این کشور از طریق تنها شبکه دولتی سنگال در بخشی از کشور پخش می‌شود.
در این جمهوری بالغ بر یک هزار کیلومتر خط آهن، ۱۵ هزار کیلومتر جاده اصلی و فرعی، ۸۹۷ کیلومتر راه آبی، ۶ بندر صیادی و تجاری و ۲۰ فرودگاه بزرگ و کوچک وجود دارد که تنها یک فرودگاه این کشور قابلیت نشست و برخاست هواپیماهای پهن پیکر را داراست.

## کشتی سنگالی

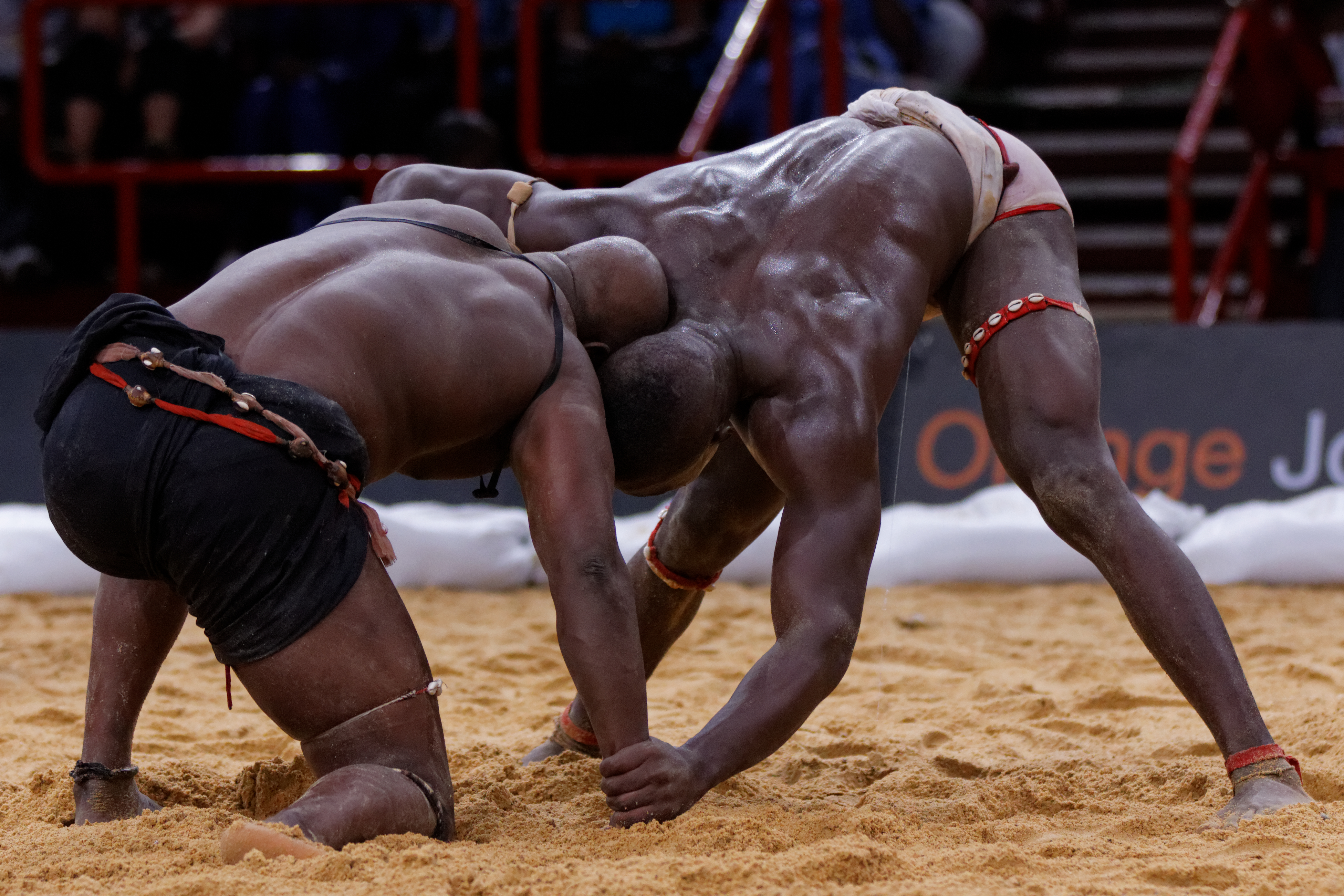
کشتی سنگالی، پاریس، برسی -۲۰۱۳

کشتی سنگالی نوعی کشتی محلی است که توسط نژاد سیریر در سنگال ابداع شده‌است و امروزه در نیمی از کشورهای غرب آفریقا رواج دارد. برنده این بازی با زمین زدن شانه‌های حریف خود به زمین یا هل دادن او به قصد بیرون کردن حریف از منطقه بازی مشخص می‌شود.